# بالدوین شوفونیاشون
بالدوین شوفونیاشون (ایسلندی: Baldvin Zophoníasson؛ ۱۹۷۸ میلادی) مشهور به بالدوین سِتا (ایسلندی: Baldvin Z) فیلم‌نامه‌نویس، تهیه‌کننده، کارگردان فیلم و کارگردان تلویزیونی اهل ایسلند است.
از فیلم‌ها یا مجموعه‌های تلویزیونی که وی در آن‌ها نقش داشته‌است، می‌توان به شن‌های سیاه، زندگی در تنگ ماهی و بگذار سقوط کنم اشاره نمود.